# Pseudogisostola reichardti
Pseudogisostola reichardti är en skalbaggsart som beskrevs av Fontes och Martins 1977. Pseudogisostola reichardti ingår i släktet Pseudogisostola och familjen långhorningar. Inga underarter finns listade i Catalogue of Life.